# Scopula suna
Scopula suna là một loài bướm đêm trong họ Geometridae.